# Ehemalige Sozialversicherungsanstalt (Dresden-Johannstadt)

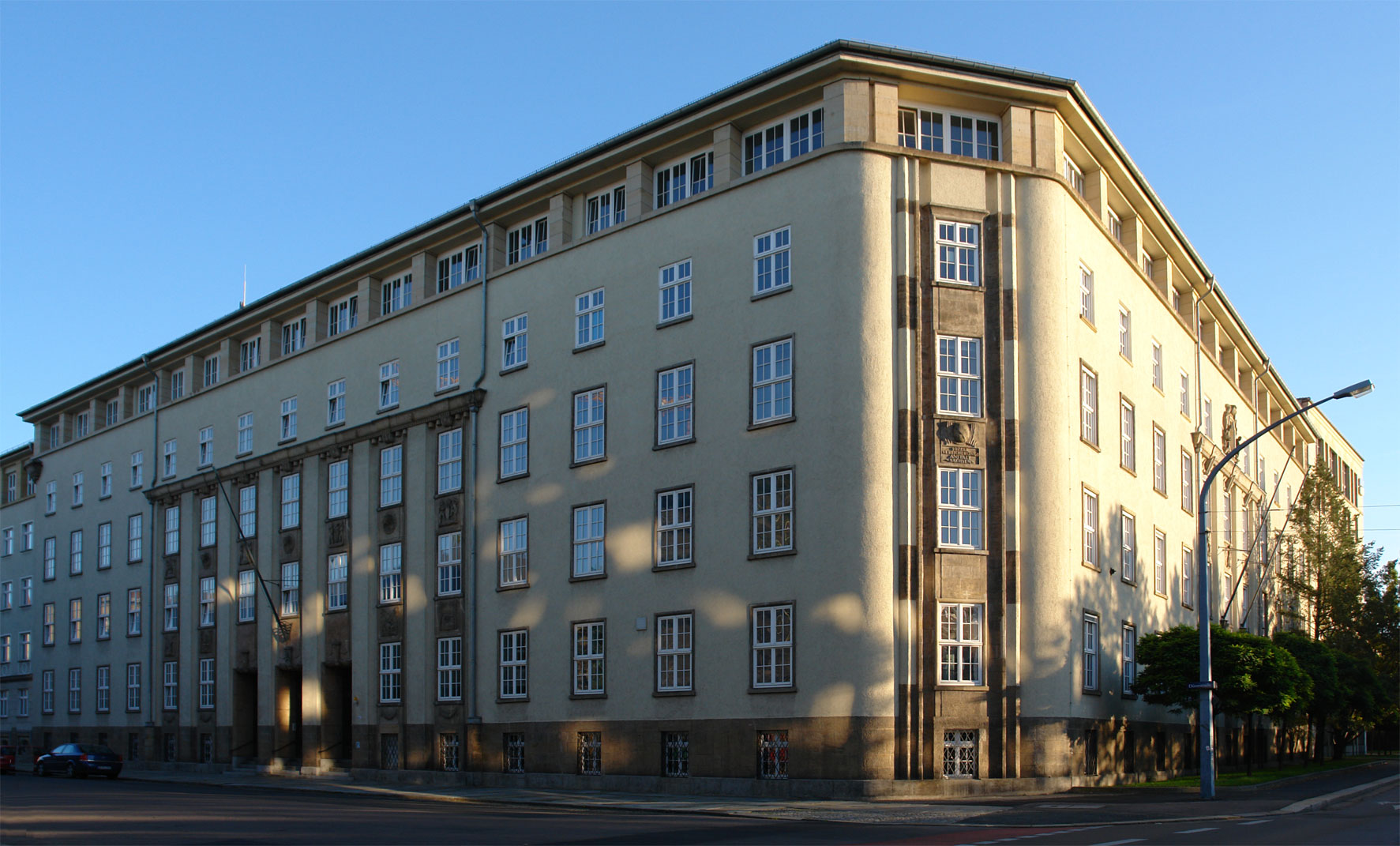
Gebäudeansicht

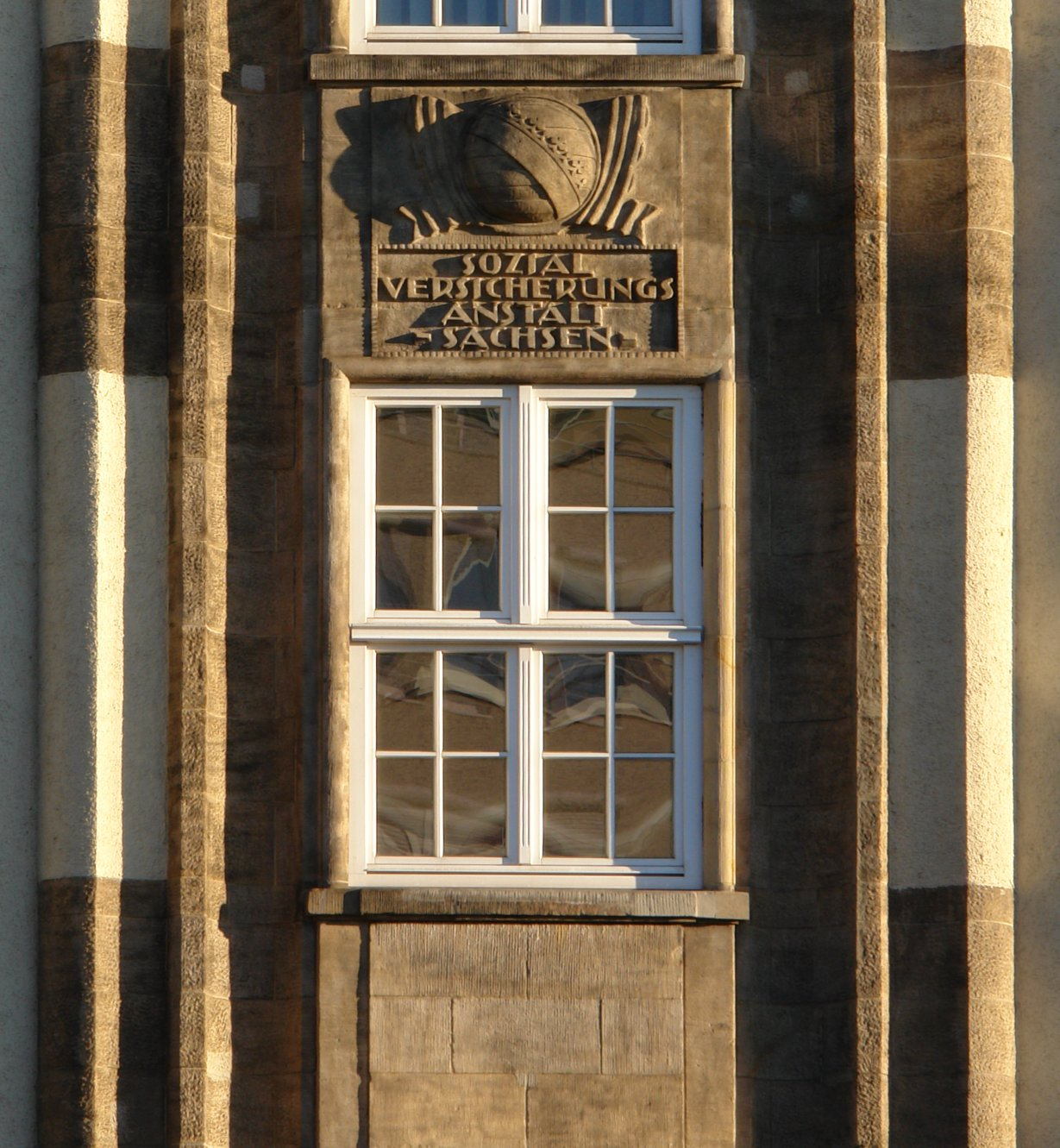
Detail

Die ehemalige Sozialversicherungsanstalt ist ein denkmalgeschütztes Gebäude in Dresden-Johannstadt. Das Gebäude wird heute von der Technischen Universität Dresden genutzt.

## Beschreibung
Der an der Dürerstraße 24 in Eckposition zur Güntzstraße gelegene markante Verwaltungsbau wurde 1928 als Putzbau mit sparsamem Bauschmuck in Sandstein errichtet (vergleiche am Bau angebrachte historische Datierung). Eingangsbereich und Fassade zur Güntzstraße sind durch Wandpfeilergliederung mit kräftigem Gesims hervorgehoben, ornamentaler und figuraler Schmuck kennzeichnet die Brüstungsflächen. Das Foyer ist mit Keramikfliesen ausgestattet.